# Canaima arima
Canaima arima là một loài nhện trong họ Pholcidae. Loài này có ở Trinidad và là loài điển hình của chi Canaima.